# Breslauer FV 06
Der Breslauer Fußballverein 1906 e. V. (Kurzname Breslauer FV 06) war ein Fußballverein aus Breslau, Schlesien. Der Fußballclub zählte zu den erfolgreichsten in Breslau. Als Spielstätte dienten unterschiedliche Sportplätze beziehungsweise Stadien. Von 1912 bis 1920 spielte man zunächst auf dem Gandauer Exerzierplatz, später im Eichenpark Pöpelwitz. Im Herbst 1920 wurde das 6.000 Zuschauer fassende Stadion an den Oswitzer Friedhöfen eröffnet.

## Geschichte

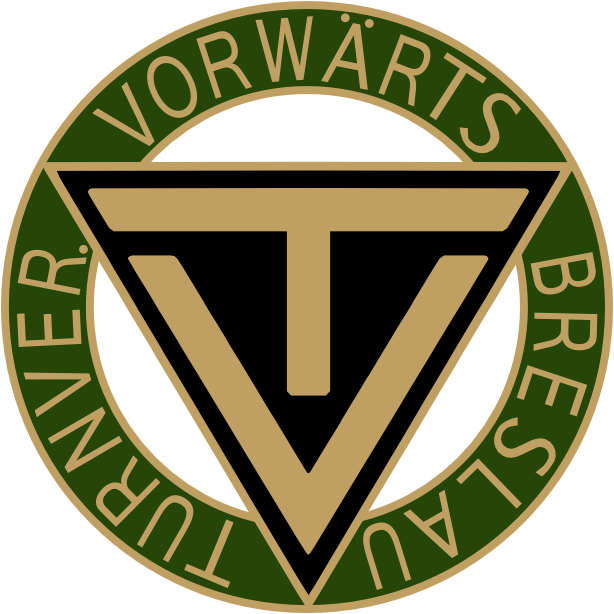
Logo des TV Vorwärts Breslau.

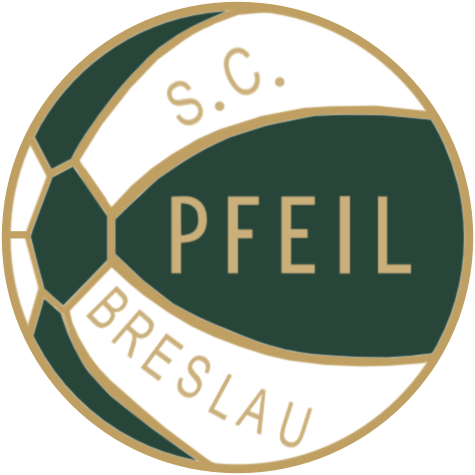
Logo des SC Pfeil Breslau.

Am 6. Juni 1906 wurde der Verein durch unzufriedene Mitglieder des TV Vorwärts Breslau als Sportclub Pfeil Breslau gegründet. Jedoch spielte die 1. Fußballmannschaft zunächst in unterklassigen Ligen. 1911/12 gelang durch den Sieg in der B-Klasse der Aufstieg in die A-Klasse (damals eine der vielen ersten Ligen in Deutschland). Im Juli 1913 erfolgte mit einigen Mitgliedern des SV Corso 1905 Breslau die Fusion zum Breslauer FV 06. Der Klassenerhalt in der Saison gelang nur knapp: Der Verein gewann das Entscheidungsspiel um den Klassenerhalt gegen die Breslauer SVgg mit 6:3 nach Verlängerung. In den darauffolgenden Jahren konnte sich der BFV in der höchsten Spielklasse etablieren. Dennoch gelang die Qualifikation für die Endrunde um die südostdeutsche Meisterschaft nicht.
Erneut erzeugte eine Fusion eine positive Wirkung: 1925 fusionierte der Verein mit dem Sportverein Stern 1920 e. V. zum Breslauer FV 06-Stern und qualifizierte sich bereits 1927 für die südostdeutsche Endrunde. Fast wäre man Südostdeutscher Fußballmeister geworden, allerdings scheiterten die BFVer im Entscheidungsspiel um die Meisterschaft mit 0:5 gegen die Vereinigten Breslauer Sportfreunde. Dennoch war man durch die Vizemeisterschaft für die deutsche Meisterschaft qualifiziert, scheiterte aber im Achtelfinale am VfB Leipzig. Auch in den nächsten Spielzeiten nahm der Breslauer FV oft an der Schlesischen Meisterschaft teil, jedoch gelang die erneute Qualifikation zur deutschen Meisterschaft nicht mehr. Ab dem Jahr 1930 nahm der Verein um Nationalspieler Richard Hanke ohne Auflösung der Fusion den alten Vereinsnamen „Breslauer FV 06“ an. 1933 zählten die Blau-Weißen zu den Gründungsmitgliedern der Gauliga Schlesien, in der man ununterbrochen von 1933 bis 1945 mit nur mäßigem Erfolg spielte. Der Höhepunkt der Gauliga-Zeit war die Vizemeisterschaft 1940, als der Breslauer FV 06 in den Endspielen um die Schlesische Gaumeisterschaft mit 2:5 und 1:9 gegen Vorwärts-Rasensport Gleiwitz verlor.
Mit dem Ende des Zweiten Weltkrieges hörte der Verein auf zu existieren.

## Saisonbilanzen
| Saison          | Spielklasse                                   | Spiele | Siege | Remis | Niederl. | Tore | Gegentore | Punkte | Platz |
| --------------- | --------------------------------------------- | ------ | ----- | ----- | -------- | ---- | --------- | ------ | ----- |
| 1912/13         | 1. Bezirksklasse Breslau                      | 16     | 3     | 0     | 13       | 25   | 67        | 6-26   | 9     |
|                 | Relegationsspiel (gewonnen)                   |        |       |       |          |      |           |        |       |
| 1913/14         | 1. Bezirksklasse Breslau                      | 16     | 5     | 0     | 11       | 26   | 50        | 10-22  | 7     |
| 1914/15-1918/19 | kein Spielbetrieb                             |        |       |       |          |      |           |        |       |
| 1919/20         | A-Klasse Breslau                              | 14     | 7     | 1     | 6        | 33   | 33        | 15-13  | 3     |
| 1920/21         | Gauliga Breslau-Westkreis                     | 10     | 7     | 2     | 1        | 18   | 9         | 16-4   | 1     |
|                 | Gauliga Breslau/Oberklasse                    | 6      | 2     | 2     | 2        | 9    | 7         | 6-6    | 3     |
| 1921/22         | Gauliga Breslau-Westkreis                     | 10     | 8     | 1     | 1        | 40   | 16        | 17-3   | 2     |
|                 | Gauliga Breslau/Oberklasse                    | 6      | 2     | 1     | 3        | 17   | 23        | 5-7    | 3     |
| 1922/23         | Gauliga Breslau-Nordkreis                     | 6      | 4     | 0     | 2        | 13   | 7         | 8-4    | 2     |
|                 | Gauliga Breslau/Oberklasse                    | 9      | 2     | 1     | 6        | 16   | 18        | 5-13   | 4     |
| 1923/24         | A-Liga Breslau                                | 16     | 8     | 1     | 7        | 28   | 28        | 17-15  | 4     |
| 1924/25         | A-Liga Breslau                                | 14     | 6     | 3     | 5        | 20   | 21        | 15-13  | 5     |
| 1925/26         | A-Liga Breslau                                | 14     | 7     | 1     | 6        | 33   | 31        | 15-13  | 5     |
| 1926/27         | A-Liga Breslau                                | 14     | 11    | 2     | 1        | 40   | 18        | 24-4   | 1     |
|                 | Südostdeutsche Meisterschaft                  | 7      | 5     | 1     | 1        | 13   | 7         | 11-3   | 2     |
|                 | Entscheidungsspiel um Südostdt. MS (verloren) |        |       |       |          |      |           |        |       |
|                 | Deutsche Meisterschaft (Achtelfinale)         |        |       |       |          |      |           |        |       |
| 1927/28         | A-Liga Breslau                                | 22     | 13    | 2     | 7        | 70   | 42        | 28-16  | 4     |
| 1928/29         | A-Liga Breslau, Kr. 2                         | 10     | 5     | 0     | 5        | 17   | 22        | 10-10  | 4     |
| 1929/30         | A-Liga Breslau                                | 14     | 10    | 1     | 3        | 42   | 24        | 21-7   | 2     |
|                 | Mittelschlesien-Endrunde (Finale)             |        |       |       |          |      |           |        |       |
| 1930/31         | A-Liga Breslau                                | 14     | 10    | 2     | 2        | 62   | 23        | 22-6   | 2     |
|                 | Spiel um Platz 1 (verloren)                   |        |       |       |          |      |           |        |       |
|                 | Südostdeutsche Meisterschaft, Kr. 1           | 10     | 4     | 3     | 3        | 23   | 22        | 11-9   | 2     |
|                 | Spiel um Platz 2 (verloren)                   |        |       |       |          |      |           |        |       |
| 1931/32         | A-Klasse Breslau                              | 14     | 9     | 4     | 1        | 60   | 24        | 22-6   | 1     |
|                 | Südostdeutsche Meisterschaft, Kr. 1           | 10     | 4     | 0     | 6        | 16   | 21        | 8-12   | 4     |
| 1932/33         | A-Klasse Breslau                              | 14     | 7     | 3     | 4        | 36   | 23        | 17-11  | 2     |
|                 | Spiel um Platz 2 (gewonnen)                   |        |       |       |          |      |           |        |       |
|                 | Südostdeutsche Meisterschaft, Kr. 1           | 10     | 2     | 2     | 6        | 25   | 26        | 6      | 5     |
| 1933/34         | Gauliga Schlesien                             | 18     | 6     | 2     | 10       | 26   | 41        | 14-22  | 8     |
| 1934/35         | Gauliga Schlesien                             | 18     | 7     | 3     | 8        | 36   | 44        | 17-19  | 6     |
| 1935/36         | Gauliga Schlesien                             | 18     | 7     | 4     | 7        | 39   | 35        | 18-18  | 4     |
| 1936/37         | Gauliga Schlesien                             | 18     | 10    | 1     | 7        | 46   | 45        | 21-15  | 4     |
| 1937/38         | Gauliga Schlesien                             | 18     | 6     | 2     | 10       | 27   | 26        | 14-22  | 8     |
| 1938/39         | Gauliga Schlesien                             | 18     | 6     | 3     | 9        | 27   | 49        | 15-21  | 8     |
| 1939/40         | Gauliga Niederschlesien                       | 12     | 8     | 3     | 1        | 57   | 18        | 19-5   | 1     |
|                 | Endspiel Schlesien (verloren)                 |        |       |       |          |      |           |        |       |
| 1940/41         | Gauliga Schlesien                             | 18     | 4     | 2     | 12       | 26   | 51        | 10     | 9     |
| 1941/42         | Gauliga Niederschlesien                       | 16     | 4     | 4     | 8        | 47   | 48        | 12     | 5     |
| 1942/43         | Gauliga Niederschlesien                       | 17     | 9     | 3     | 5        | 39   | 30        | 21-13  | 3     |
| 1943/44         | Gauliga Breslau, Gr. 1                        | 8      | 1     | 0     | 7        | 7    | 19        | 2-14   | 5     |
| 1944/45         | kein Spielbetrieb                             |        |       |       |          |      |           |        |       |

Anmerkung: Der BFV spielte immer in einer Ersten Liga.

## Erfolge
- 1 × Teilnahme an der Endrunde um die deutsche Meisterschaft: 1927
- 1 × Südostdeutscher Vizemeister: 1927
- 1 × Vizemeister Gau Schlesien: 1940
- 2 × Mittelschlesischer Meister: 1927, 1933
- 2 × Breslauer Meister: 1927, 1932

## Bekannte Spieler
- Günter Eckert
- Karl Gierth
- Richard Hanke
- Paul Schadek
- Heinz Wozniakowski